# Jonas Aspelin
Jonas Aspelin, född 4 december 1964 i Lund, är en svensk professor och forskare i pedagogik och sociologi. 
Aspelin disputerade i sociologi vid Lunds universitet 1999, blev docent i pedagogik vid Malmö högskola 2007 och professor i samma ämne och vid samma lärosäte 2012. Sedan 2014 tjänstgör Aspelin som professor i pedagogik vid Högskolan Kristianstad.
Som röd tråd i Aspelins forskning går begreppet relationell pedagogik På senare år har han främst forskat om lärares och lärarstudenters relationskompetens.